# ألما روزا مارتينيز
ألما روزا مارتينيز (بالإسبانية: Alma Rosa Martínez)‏ هي عداءة سريعة مكسيكية، ولدت في 22 أغسطس 1951.

## وصلات خارجية
- ألما روزا مارتينيز على موقع أوليمبيديا (الإنجليزية)